# 八零後
八零后，中華人民共和國術語，用於表示1980年－1989年出生的人。由于1980年代後中華人民共和國政府開始執行计划生育政策，80後成为独生子女的代名词。80後同時也是中國改革開放後的第一代。目前80後的年齡在35岁至45歲之間。

## 定義
八零后，以出生时间来界分人的文化群，这个词由一些作家、社会评论家提出，本来是文坛对1980年－1989年出生的年轻作家的称呼，后被各个领域借用，指代整个20世纪80年代出生的年轻人。

## 衍生的詞語
- 30後指1930年－1939年出生的公民，目前年齡在85歲到95歲之間。
- 40後指1940年－1949年出生的公民，目前年齡在75歲到85歲之間。
- 50後指1950年－1959年出生的公民，目前年齡在65歲到75歲之間。
- 60後指1960年－1969年出生的公民，目前年齡在55歲到65歲之間。
- 70後指1970年－1979年出生的公民，目前年齡在45歲到55歲之間。
- 80後指1980年－1989年出生的公民，目前年齡在35歲到45歲之間。
- 90後指1990年－1999年出生的公民，目前年齡在25歲到35歲之間。
- 00後指2000年－2009年出生的公民，目前年齡在15歲到25歲之間。
- 10後指2010年－2019年出生的公民，目前年齡在5歲到15歲之間。
- 20後指2020年－2029年出生的公民，目前最大的20後年齡只有5歲。

## 发展
1980年代，中國處於改革開放的特殊時期，同時由於中华人民共和国计划生育的影響，八零後普遍為獨生子女，使得這一代人在中國的社會發展史上具有一定的特殊性。由於教育及改革開放的影響，八零後的意識形態以及個人素質與老一輩人有較大差異。其生活習慣、思想與國際主流接軌，因此八零後通常被長輩視為「幸福的一代人」，但许多八零后本身都认为长辈眼中的这种幸福仅仅是指看到物质方面、精神层面“如人饮水，冷暖自知”。
隨著八零後逐漸成為社會主流，其社會价值正在得到一定程度的認可。“八零後”一詞的流行也帶動了中國大陸媒體及網絡對「九零後」、「七零後」等詞彙的使用。

### 衍生
會衍生出80後這個詞語，其實是民眾先來描述文壇中1980年後出生的年輕作家的，其中的佼佼者有韓寒以及張悅然等的作家。1982年出生的韓寒，代表作有《三重門》，這個故事渲洩出他對現今教育制度的不滿。後來這個詞語泛指為80年後出生的人。80后还持续不断地为社会创造新词：北漂、蚁族、房奴、蜗居等。

### 人肉搜索
在遍及网络后，时常因为一些新闻元素或一些得不到正当反应渠道的呼声，导致80后开始习惯通过人与人之间的见闻，经验搜索当事人，以期盼达到将问题迅速扩大化，最后得到公正处理或公之于众的结果。

### 财富新贵
八零后在改革开放的时代，依赖其眼光与见识，对机遇的把握，不少八零后已成为社会财富新贵。但是也並不代表80後人人都風光，相當部分的80後仍在艱難地打工，或成為房奴。而將近30歲，不少80後表示沒有能力結婚或不考慮生育。

## 八零后和反映八零后的作品
- 《左耳》
- 《三重门》
- 《毕业那天我们一起失恋》
- 《十年》
- 《奋斗》
- 《蜗居》
- 《八零后雏男之死》
- 《左手倒影，右手年华》
- 《1995-2005夏至未至》
- 《80后》

## 評價与争议
對于80後的評價至今無法定論，由于對出生年代進行分化，本身缺乏可比性，另外其中大部分人現在才逐漸成為社會主流，其社會價值還未能完全體現，所以至今还沒有任何實際意義來評價80後。但是由于社會的廣泛關注，也開始有大量的社會學家以及觀察家批評家開始對80後發表看法。他們面对就业压力，以及將來赡养老人的責任。

### 正面觀點
- 近年来随着更多的80后一代逐渐成长並走向社会，湧現出許多傑出人物。
- 在2008年5月12日中国四川汶川大地震发生后，涌现出一大批赶赴灾区的80后志愿者，各种媒体对80后进行了积极的报道，逐渐改变了其他人对他们的评价。

### 負面觀點
- 大多數年長的人認為他們的心理脆弱、獨立生活動力差、自傲，但思想個性獨立、叛逆性強、大膽地表現自己。
- 八十年代的長輩認為他們中的许多人沒有主義、沒有信仰、没有方向。但名言道“子女不教，父母之过”，整个社会大环境亦需要深刻反思。

事实上很多观点都是受到“一代不如一代”的思维定式影响而产生，并不科学、合理。而在2008年汶川大地震后，中国社会对八零后评价普遍提升，认为八零后已基本具备支撑中国社会继续发展的力量。2010年代起更有80後、90後人群反过来认为实际上50後、60後才是建国后最没有主义、没有信仰、没有方向、最为自私的一批人，或与当时许多与该群体有关的负面事件以及50后、60后在成长阶段遭遇文革等历史背景有关。

## 類似人群
- 从生活习惯与行为模式来看，他们近似于台灣的七年級生。
- 香港有俗称「Y世代」1980年至1994年之間出生的人群，他们同样成長在物质丰富的年代。至2010年，香港開始興起使用「八十後」一詞並衍生「九十後」、「七十後」、「五十後」等詞語。與大陸不同的是香港粵語會讀作「八十後」而不是「八零後」，其他衍生詞語亦然。